# Fontaine de Terazije
La fontaine de Terazije (en serbe : Теразијска чесма et Terazijska česma), est située dans la municipalité de Stari grad à Belgrade en Serbie. Érigée en 1860, elle est inscrite sur la liste des biens culturels de la ville de Belgrade.

## Présentation

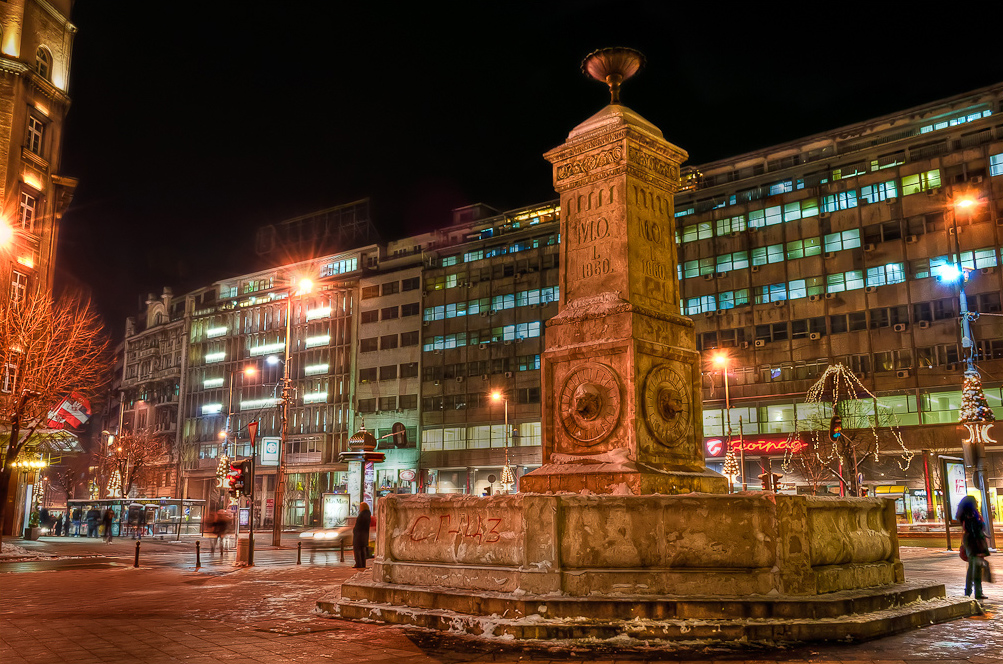
La fontaine de Terazije de nuit

La fontaine, située sur la place de Terazije, a été érigée en tant qu'objet utilitaire et décoratif en 1860, sur l'ordre du prince Miloš Obrenović pour marquer son retour sur le trône de Serbie. En 1911, après la reconstruction de Terazije, elle fut installée dans le parc de Topčider puis retourna à Terazije en 1975.
La décoration plastique de la fontaine comprend des motifs floraux stylisés, des arcades et des têtes de lion en gravure. Sur le plan stylistique, elle témoigne de l'architecture monumentale en Serbie dans les années 1860. La fontaine jette son eau dans un bassin polygonal, à 1,5 m de haut. La fontaine est une œuvre de Franc Loran.